# Kameralamt Sindelfingen
Das Kameralamt Sindelfingen war eine Einrichtung des Königreichs Württemberg, die im Amtsbezirk Besitz und Einkommen des Staates verwaltete. Es bestand von 1806 bis 1922 in Sindelfingen. Das Kameralamt wurde im Rahmen der Neuordnung der Staatsfinanzverwaltung im Königreich Württemberg geschaffen.

## Geschichte
Nach der Verordnung vom 7. Juli 1807 wurde das Amt Mauren der Patrimonialherrschaft v. Röder dem Kameralamt Sindelfingen zugeteilt.
Laut Verordnung vom 6. Juni 1819 hat das Kameralamt Sindelfingen vom Kameralamt Leonberg übernommen: Bruderhaus, Büssnauer-Hof, Büssnauer-Wirtshaus und die Forstreviere Böblingen und Rohr im Forstamt Leonberg.
Durch Verfügung vom 6. Mai 1837 hat das Kameralamt Sindelfingen wegen Auflösung der Kameralämter Merklingen und Herrenalb vom Oberamt Böblingen die Orte Dätzingen und Schafhausen übernommen.
Gemäß Verordnung vom 6. März 1843 hat das Kameralamt Sindelfingen vom Kameralamt Weil im Schönbuch die Gemeinden Altdorf, Breitenstein, Holzgerlingen, Neuweiler, Schönaich, Weil im Schönbuch sowie das Forstrevier Weil im Schönbuch des Forstbezirks Tübingen übernommen und an das Landkameralamt Stuttgart die Gemeinden Kaltental, Möhringen, Rohr und Vaihingen abgetreten.